# Rhizoctonia
Rhizoctonia DC. – rodzaj grzybów z rodziny podstawkorożkowatych (Ceratobasidiaceae).

## Systematyka i nazewnictwo
Pozycja w klasyfikacji według Index Fungorum: Ceratobasidiaceae, Cantharellales, Incertae sedis, Agaricomycetes, Agaricomycotina, Basidiomycota, Fungi.
Synonimy nazwy naukowej: Aquathanatephorus C.C. Tu & Kimbr. 1978, Cejpomyces Svrček & Pouzar 1970, Koleroga Donk 1958, Moniliopsis 1908, Oncobasidium P.H.B. Talbot & Kean 1971, Thanatephorus Donk 1956, Thanatophytum Nees 1816, Tofispora G. Langer 1994, Uthatobasidium Donk 1956, Ypsilonidium Donk 1972.

## Charakterystyka
Mikroskopijne grzyby pasożytnicze powodujące u roślin choroby zwane rizoktoniozami. Strzępki o szerokości powyżej 5 μm, młode bez przewężeń na septach, starsze napęczniałe, beczułkowate, z przewężeniami na septach, szkliste do jasnomiodowych. Przegrody typu dolipor. W strzępkach dwujądrowych tworzą się bezczułkowato rozszerzone septy z kanalikiem z obydwu stron osłoniętym parentosomem. Sprzążki występują rzadko. Sklerocja o barwie od brunatnej do czarnej, zwykle nieregularnego kształtu. Składają się z silnie splecionych strzępek o krótkich, napęczniałych komórkach i słabo zgrubiałych ścianach.
Dobrze rosną na różnego typu pożywkach, tworząc brunatne, miodowobrunatne, czasami kremowe kolonie. Po 12–14 dniach powstają w nich sklerocja o średnicy około 2 mm.

## Niektóre gatunki
- Rhizoctonia fusispora (J. Schröt.) Oberw., R. Bauer, Garnica & R. Kirschner 2013 – tzw. strzępniczek wrzecionowatozarodnikowy
- Rhizoctonia ochracea (Massee) Oberw., R. Bauer, Garnica & R. Kirschner 2013 – tzw. strzępniczek ochrowy
- Rhizoctonia solani J.G. Kühn 1858 – tzw. strzępniczek pasożytniczy
- Rhizoctonia sterigmatica (Bourdot) Oberw., R. Bauer, Garnica & R. Kirschner 2013 – tzw. strzępniczek dwuzarodnikowy
- Rhizoctonia terrigena (Bres.) Oberw., R. Bauer, Garnica & R. Kirschner 2013 – tzw. strzępniczek międzyrzecki

Nazwy naukowe na podstawie Index Fungorum. Nazwy polskie według Władysława Wojewody. Nadał je w 2003 r. dla teleomorf tych gatunków o nazwie Thanatephorus. Wówczas w nazewnictwie grzybów obowiązywała zasada, że nazwa naukowa będzie tworzona dla formy płciowej (teleomorfy) danego gatunku. Później zmieniono zasady tworzenia nazw naukowych (za ważną uznano najdawniej utworzoną nazwę danego gatunku) i nazwy polskie utworzone przez W. Wojewodę stały się niespójne z nazwami naukowymi.